# Рогаль, Николай Митрофанович
Никола́й Митрофа́нович Ро́галь (27 июня (10 июля) 1909 года — 30 ноября 1977 года) — советский дальневосточный писатель, литературный критик, главный редактор журнала «Дальний Восток» (1955—1977), главный редактор серии «Библиотека дальневосточного романа» (1966—1977), член Союза писателей СССР и РСФСР, с 1929 года — член ВКП(б)/КПСС. Жил и работал в Хабаровске. Заслуженный работник культуры РСФСР.

## Биография
Николай Митрофанович Рогаль родился 27 июня (10 июля по нов. стилю) 1909 года на разъезде Кругликово КВЖД (Уссурийская ж/д, ныне ДВЖД), в семье путевого обходчика.
Закончил четыре класса церковно-приходской школы.
В 1921 году — после избиения белоповстанцами и смерти отца, устроился на Хорский лесозавод, там пилил лес и грузил его на баржи, сплавляя по реке Хор.
В 1920-1930-е гг. — на комсомольской, на партийной работе. В 1924 году — выдвинут активом коммунистов Некрасовского района (ныне район им. Лазо): сначала инструктором, а затем заведующим отделом райкома комсомола, потом — секретарем Хабаровского горкома комсомола, член бюро Далькрайкома ВЛКСМ.
С 1926 года — юнкор газеты «Набат молодежи» (Хабаровск, соврем. назв. «Молодой дальневосточник»).
В 1937 году чуть не признали «врагом народа». Рассказывает дочь Людмила Рогаль:

 «Папа жил тогда в общежитии в Хабаровске и был прикован к постели. Дала о себе знать нога, которую повредил на Хорском лесозаводе, поставили диагноз: костно-суставный туберкулез. Но если бы не нога, он бы никогда не стал писателем. К нему пришла врач-педиатр Мария Пенькова и, видя, что за пациентом некому ухаживать, перевезла его в здание „скорой помощи“ по ул. Запарина в Хабаровске, где и сама жила. Энкавэдэшники Рогаля попросту не нашли и оставили в покое. Так врач спасла его от оговора. Между ними возникла любовь. Но вот поженились они уже после войны, в 1947 г.»
С 1945 года — военный корреспондент ТАСС, принимал участие в боях в Маньчжурии, в период Советско-японской войны, на страницах «Литературной газеты» рассказал о Хабаровском процессе над японскими военными преступниками. Впоследствии статьи этого периода составили основу его публицистического сборника «Просчитаются!» (1950).
С 1940—1955 гг. — ответственный секретарь Дальневосточного/Хабаровского отделения Союза писателей СССР/РСФСР.
С 1955 по 1977 гг. — главный редактор литературного журнала «Дальний Восток».
Главный редактор серии «Библиотека дальневосточного романа» (1966—1977, закрыта в 1981 г., издано 30 т.).
Избирался членом правления Союза писателей СССР и РСФСР.
Избирался депутатом Хабаровского городского и краевого Советов, членом крайкома КПСС. Более пятнадцати лет возглавлял краевой комитет защиты мира.
Умер в Хабаровске (скончался от разрыва сердца прямо за рабочим столом), похоронен на Центральном кладбище Хабаровска, сектор № 3.

### Творчество
В 1939 году вышла его первая повесть «У границы» и была посвящена дальневосточному отряду ленинско-сталинского комсомола. Она почти автобиографичная. Главный герой повести — инженер из Москвы Владимир Костенко, который приехал на строительство Хорского гидролизного завода (тогда завод № 5) на границе с Китаем, раскрыл заговор вредителей и «врагов народа», хотя его самого чуть было не посадили. Завод в то время имел оборонное значение — здесь впервые для армии стали выпускать сухой спирт в таблетках. Дело в том, что на Хорском гидролизном заводе работал брат Рогаля — Алексей. Он многое рассказывал о той стройке века.
В 1954 году — написал пьесу «Июнь-Корань» (о Волочаевском бое), которая поставлена драмтеатрами Хабаровска и Комсомольска-на-Амуре, в новом варианте — Хабаровским ТЮЗом им. Ленинского комсомола.
В 1958 году — вышел роман «На восходе солнца» — первая книга трилогии о Гражданской войне (однако, больше книг из этой серии не вышло, вторая книга — роман «Пятое апреля» — не окончена).
Дочь Людмила Рогаль:

 «Почему писатель выбрал именно тему Гражданской войны? Он видел, как на Хорском мосту японские интервенты пытали его отца. Зимой они сделали прорубь в реке и опускали человека в ледяную воду, требуя указать, где прячутся партизаны. Митрофан Рогаль умер от пыток весной 1921 г. 12-летним мальчишкой Николаю пришлось идти работать, помогать матери и кормить двух братьев, а все ужасы интервенции осели в памяти»
В 1958 году — по его сценарию Дальневосточная студия кинохроники сделала цветной документальный фильм «Город на Амуре».
Дочь Людмила Рогаль:

 «Сколько я помню отца, а особенно когда он болел, то лежал на койке, обложенный чужими рукописями. Ему было некогда писать свои книги. Он был редактором журнала „Дальний Восток“ больше двадцати лет, с 1955 по 1977 гг. Когда он писал, я даже не знаю. Все поражались его работоспособности. Он все время редактировал авторские произведения. Обычно писал по ночам. А потом по утрам читал всей семье свои творения».
На работе он был строгим, но справедливым. Всегда чувствовал фальшь, не принимал халтуры.
На одном из юбилеев ему написали: 
Нам нужны такие Рогали, чтобы нас совсем не трогали...
Московский литературовед и критик Юрий Лукин:

 «Его [Рогаля Н. М.] статьи написаны обстоятельно, обнаруживают стремление глубоко разобраться в вопросе, посвящены чаще всего произведениям местных писателей или книгам, обращенным к темам Дальнего Востока. Удачны его опыты в жанре обзора…»

## Семья
Отец — Митрофан Иванович Рогаль — путевой обходчик, затем мостовой сторож на железной дороге: он строил Уссурийскую дорогу, а потом остался на ней работать. Был членом профсоюза железнодорожников с момента его организации. Участвовал в забастовках железнодорожников. На Дальний Восток попал будучи солдатом.
Мать — Марина Дмитриевна Рогаль (в девич. Береко) — в числе первых женщин — председателей сельсовета, делегат съездов Советов Дальневосточного края.
Николай — самый старший брат в семье (были еще Алексей и Константин).
Супруга — с 1947 года — Мария Рогаль (в девич. Пенькова, 1910—1990), врач, капитан медицинской службы.
Сын — Сергей Николаевич Рогаль (1940—1997) — работал на Дальневосточной студии телевидения.
Дочь — Людмила Николаевна Рогаль (20.09.1937 г.р.) — библиотекарь, проработала 44 года в Дальневосточной государственной научной библиотеке (ДВГНБ), ныне на пенсии.

## Награды
Орден «Трудового Красного Знамени».
«Знак Почета».
«Заслуженный работник культуры РСФСР».

## Память

Могила на Центральном кладбище Хабаровска.

Дальневосточникам Рогаль запомнился больше как лектор, как партийный пропагандист. Его статьи можно было найти в краевой печати, много он выступал и по радио.
Он не пил, не курил. Собирал марки и значки.
Мемориальная доска установлена 11 ноября 2008 года на ул. Муравьева-Амурского, 11, в Хабаровске, решением Хабаровской городской думы (№ 639 от 15.07.2008 г.).

Текст: 
В этом здании в разные годы XX века жили и работали Дальневосточные писатели: Ажаев Василий Николаевич, Рогаль Николай Митрофанович, Нагишкин Дмитрий Дмитриевич
Вспоминает дочь Людмила Рогаль:

 «Он был добрый, но строгий на работе, и очень-очень добросовестный, порядочный, всем помогал, все к нему обращались, кому квартиру надо, кого — устроить на работу. Он никому не отказывал. Только журналист Александр Чернявский как-то вспоминал, что принес папе рукопись в 1977 г., а тот ее не прочитал и выкинул. Вот, пожалуй, один Чернявский и был обижен на Рогаля. Но тогда папа уже болел и плохо себя чувствовал. Папа не мог выкинуть рукописи, потому что у нас дома было очень много-много рукописей, которые он не успел прочитать. Он принес их домой, когда в редакции „Дальнего Востока“ (располагалась в Хабаровске на ул. Комсомольской, 52) начался ремонт».

## Интересные факты
Польский писатель Збигнев Ненацкий (Новицкий), известный своими романами о пане Самоходике, в октябре 1958 года побывал в Хабаровске и познакомился с Николаем Рогалем. В романе Ненацкого, «Разрешение на ввоз льва», прежде, чем он создал Панa Самоходикa, описал поездку журналиста на Дальний Восток. Судя по всему, роман основан на подлинных воспоминаниях путешествия автора.

## Адреса
Проживал в Хабаровске, по ул. Карла Маркса, 11 (ныне ул. Муравьева-Амурского).
Квартиру в Хабаровске, в доме по улице Карла Маркса, 11, семья Рогаль получила в 1950 году (дом был построен в 1939 году для работников НКВД). Николаю Рогалю очень понравился двор, он был тихий, большой. Стояли беседки, был фонтан.
В квартире бывали почти все дальневосточные писатели: Р. К. Агишев, А. С. Пришвин, Н. Е. Шундик, А. А. Вахов, Д. Д. Нагишкин, В. Н. Александровский, Вс. Н. Иванов…

## Сочинения
- Рогаль Н. М. У границы. — Хабаровск: Дальгиз, 1939. — 207 с.
- Рогаль Н. М. [Н. Митрофанов] В. К. Арсеньев: Критико-биографический очерк. — Хабаровск: ОГИЗ-Дальгиз, 1947. — 80 с.
- Рогаль Н. М. Просчитаются! Статьи и памфлеты. 1950 год. — Хабаровск: Изд. газеты «Тихоокеанская звезда», 1950. — 94 с., ил.
- Рогаль Н. М. На восходе Солнца: Роман. — Хабаровск: Кн. из-во, 1958. — 520 с.
- Рогаль Н. М. Июнь-Корань. Драма в 3-х д., 9-ти карт. — М.: 1965. — 67 с.
- Рогаль Н. М. На восходе Солнца: Роман. — М.: Сов. Россия, 1969. — 528 с.
- Рогаль Н. М. На восходе Солнца: Роман. — Хабаровск: Кн. из-во, 1978. — 560 с. (Байкало-Амурская библиотека)
- Рогаль Н. М. На восходе Солнца: Роман. — Хабаровск: Кн. из-во, 1985. — 528 с. (Библиотека дальневосточного романа)

### Периодика
- Математик. Рассказ. // Дал. Восток. 1946. № 3, стр. 134—137.
- Встреча: Докум. повесть // Граница: Докум. — худож. повествование о дальневост. границе. — Хабаровск, 1976, стр. 69—104.
- Четвертый съезд писателей РСФСР. 15-18 дек. 1975 г.: Стеногр. отчет. — М.: Современник, 1977. — 384 с. Из содерж.: [Выступление Н. М. Рогаля], стр. 274—279.
- Пятое апреля: Гл. из романа // Дал. Восток. 1979. № 6, стр. 46—107.